# Flammenwerfer M.16.

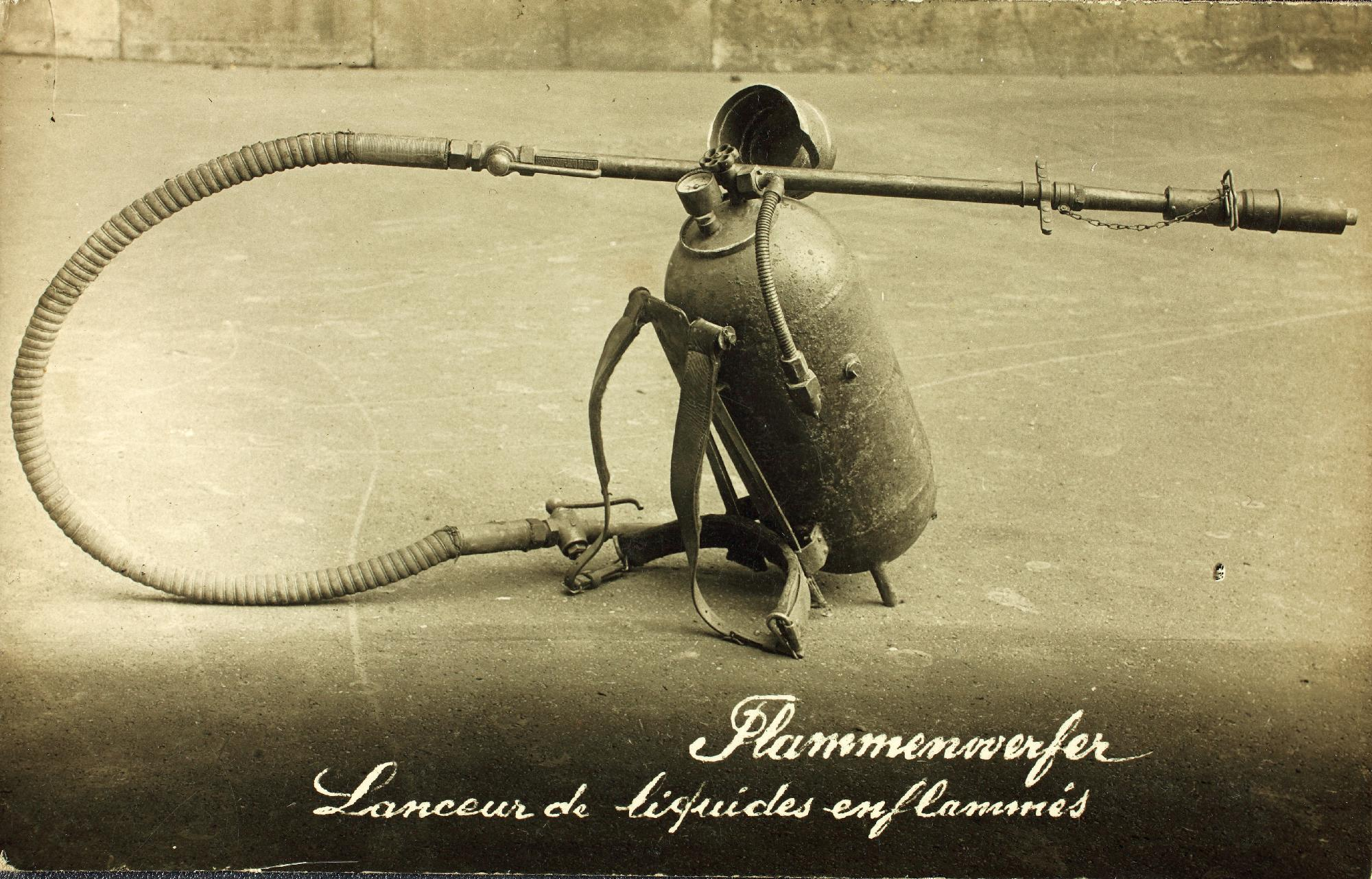
Lanzallamas alemán Flammenwerfer.

El Flammenwerfer M.16. fue el lanzallamas de mochila portátil del Ejército alemán. Se cree que solo vio acción en la Primera Guerra Mundial y en la Guerra del Chaco y posiblemente fue poco empleado en la Segunda Guerra Mundial. 
El lanzallamas, que llenaba de terror a los soldados franceses y británicos cuando era utilizado por el ejército alemán durante las fases tempranas de la Primera Guerra Mundial en 1914 y 1915 (y que rápidamente fue utilizado por ambos) no era un arma especialmente innovadora.
El lanzallamas fue inevitablemente rediseñado y perfeccionado durante los años siguientes, aunque los modelos vistos durante los días tempranos de la Primera Guerra Mundial fueron desarrollados durante el cambio de siglo del XIX al XX. Los alemanes probaron dos modelos de lanzallamas (o Flammenwerfer en alemán) al comienzo del siglo XX, uno grande y uno pequeño, ambos desarrollados por Richard Fielder.
El más pequeño y ligero Flammenwerfer (el Kleinflammenwerfer) fue diseñado para ser portátil y de un solo operario. Usando aire comprimido y dióxido de carbono o nitrógeno, propulsaba un chorro de combustible en llamas hasta una distancia de 18 metros.
El modelo pesado de mayor tamaño (el Grossflammenwerfer) funcionaba sobre el mismo diseño del anterior pero no lo podía transportar una sola persona. Su máximo alcance era el doble del modelo reducido y podía ser operativo de manera constante durante unos, por aquel entonces, impresionantes cuarenta segundos, aunque se consideraba extremadamente caro debido a su alto consumo.
Tras las pruebas en 1900, el ejército alemán empezó a producirlo en serie para tres batallones de especialistas desde 1911 en adelante.
El primer uso notable del lanzallamas fue en un ataque sorpresa contra los ingleses en Hooge, un pueblo de Holanda. A las tres y cuarto de la madrugada del 30 de julio de 1915, los alemanes hicieron uso efectivo de sus lanzallamas portátiles.
El efecto del ataque sorpresa con lanzallamas fue brutal para la oposición británica, aunque su frente, que retrocedió inicialmente, se estabilizó más tarde durante aquella misma noche. En dos días de combate intenso los británicos perdieron 31 oficiales y 751 oficiales de rango menor durante el ataque.
Gracias al éxito del ataque sobre Hooge el ejército alemán adoptó el uso de los lanzallamas en todos sus frentes. Los lanzallamas se utilizaban mayoritariamente para limpiar líneas enemigas de defensores antes de los ataques alemanes, precediendo a sus compañeros de infantería.
Eran innegablemente útiles cuando se usaban en distancias cortas, pero su uso no pasaba de allí, especialmente después de que los franceses y los británicos habían superado el miedo inicial que tuvieron ante su uso.
Los británicos, intrigados por las posibilidades que les ofrecían los lanzallamas, experimentaron con sus propios modelos. Antes de la ofensiva del Somme construyeron cuatro modelos (de dos toneladas de peso cada uno) montados sobre una trinchera construida en tierra de nadie a sesenta yardas de las líneas enemigas alemanas.
Cada uno fue construido pieza por pieza, y a pesar de que dos de ellos fueran destruidos antes del 1 de julio de 1916 (el comienzo de la batalla del Somme) los dos restantes, cada uno con un alcance de 90 yardas, se utilizaron durante el 1 de julio. De nuevo descubrieron que eran tremendamente útiles despejando trincheras, pero que no tenían ningún uso secundario. Su fabricación fue, por lo tanto, abandonada.
Durante la guerra, los alemanes lanzaron un total de 650 ataques con lanzallamas. No existe un número oficial de ataques británicos y franceses.
En la Segunda Batalla de Nanawa en julio de 1933 en el marco de la  Guerra del Chaco Las Tropas Bolivianas emplearon Durante su ataque,  soldados de infantería armados con lanzallamas alemanes Flammewerfer M.16 Modelo 1918 recibidos ese mes, 2 en el ala izquierda de Nanawa y 6 en el ala derecha como apoyo a tanques y vehículos blindados.
- Datos: Q5457321